# Plagodis dolobraria
Plagodis dolobraria là một loài bướm đêm trong họ Geometridae.